# Escrevedeira-de-cabeça-preta
A escrevedeira-de-cabeça-preta (Emberiza melanocephala) é uma espécie de ave passeriforme da família dos emberizídeos que nidifica no sudeste da Europa e passa o inverno na Índia. Em Portugal é raramente avistada.

## Descrição
A escrevedeira-de-cabeça-preta tem 15,5-17,5 centímetros de comprimento e pesa entre 23 e 33 gramas. O macho tem o dorso castanho, asas pretas e bege e partes inferiores amarelas. Uma coroa preta estende-se até a região dos olhos e da orelha. A fêmea tem a coroa e o dorso acinzentados, com partes inferiores claras e um tom amarelo sobre o peito e a cauda.